# فرانسيس ويلارد (ساحرة استعراضية)
فرانسيس ويلارد (بالإنجليزية: Frances Willard)‏ هي ساحرة استعراضية أمريكية، ولدت في 12 ديسمبر 1940.